# Drăgotești (Dolj)
Drăgoteşti è un comune della Romania di 2 315 abitanti, ubicato nel distretto di Dolj, nella regione storica dell'Oltenia.
Il comune è formato dall'unione di 6 villaggi: Benești, Bobeanu, Buzduc, Drăgotești, Popânzălești, Viișoara.